# 연애특강
연애특강(Cadillac Man) 혹은 카 세일즈맨의 연애특강은 미국에서 제작된 로저 도널드슨 감독의 1990년 코미디, 범죄 영화이다. 로빈 윌리엄스 등이 주연으로 출연하였고 찰스 로벤 등이 제작에 참여하였다.

## 출연

### 주연
- 로빈 윌리엄스
- 팀 로빈스

### 조연
- 파멜라 리드
- 프란 드레셔
- 잭 노먼

## 제작진
- 협력프로듀서: 테드 커딜라
- 미술: 진 루돌프
- 의상: 데보라 크레이머
- 배역: 데이빗 루빈